# Asszignáta
Az asszignáta (franciául: assignat; [a.si.ɲa]) papírpénz a francia forradalom idejéből, neve a francia l’assignation (utalvány) szóból származik. 1789 és 1792 között a Francia Királyság szimbólumaival, jellemzően XVI. Lajos király portréjával nyomtatták őket, 1792-től, a monarchia bukása után a Francia Köztársaság republikánus jelképei szerepeltek rajtuk.
1789 és 1795 között francia livre (Livre tournois, vagy francia font), és annak váltópénze a sol, 1795 után francia frank pénznemben bocsátották ki az asszignátákat.

## Története
1790-re az állam fizetésképtelenné vált, ezért az Alkotmányozó Nemzetgyűlés utalványok kibocsátása mellett döntött, melyek fedezetéül az elkobzott egyházi vagyon (biens nationaux, azaz „nemzeti javak”) szolgált. Sikeresen használták a közkiadások fedezésére, mert a hazai és külföldi hitelezők is elfogadták. Bár kibocsátásuk alapján kötvénynek minősülnek, fokozatosan törvényes fizetőeszközként használt pénzzé váltak. Kibocsátásuk kontroll nélkül történt, 1792-re névértékük már meghaladta a fedezetükre szánt vagyon értékét, a további kibocsátás pedig hiperinflációhoz vezetett. A gondokat tetézte az élelmiszerhiány, valamint a háborúk – mindez megakadályozta a pénzpolitika rendbetételét. 1793-ban törvényben maximálták az árakat (loi du maximum général), ezt azonban a Direktórium 1795-ben felfüggesztette, így az árak ismét elszabadultak. Az inflációnak Napoléon Bonaparte, az Első Konzul vetett véget, mikor 1803-ban bevezette a germináli frankot („franc germinal”). Az asszignáták addigra gyakorlatilag teljes értéküket elvesztették.

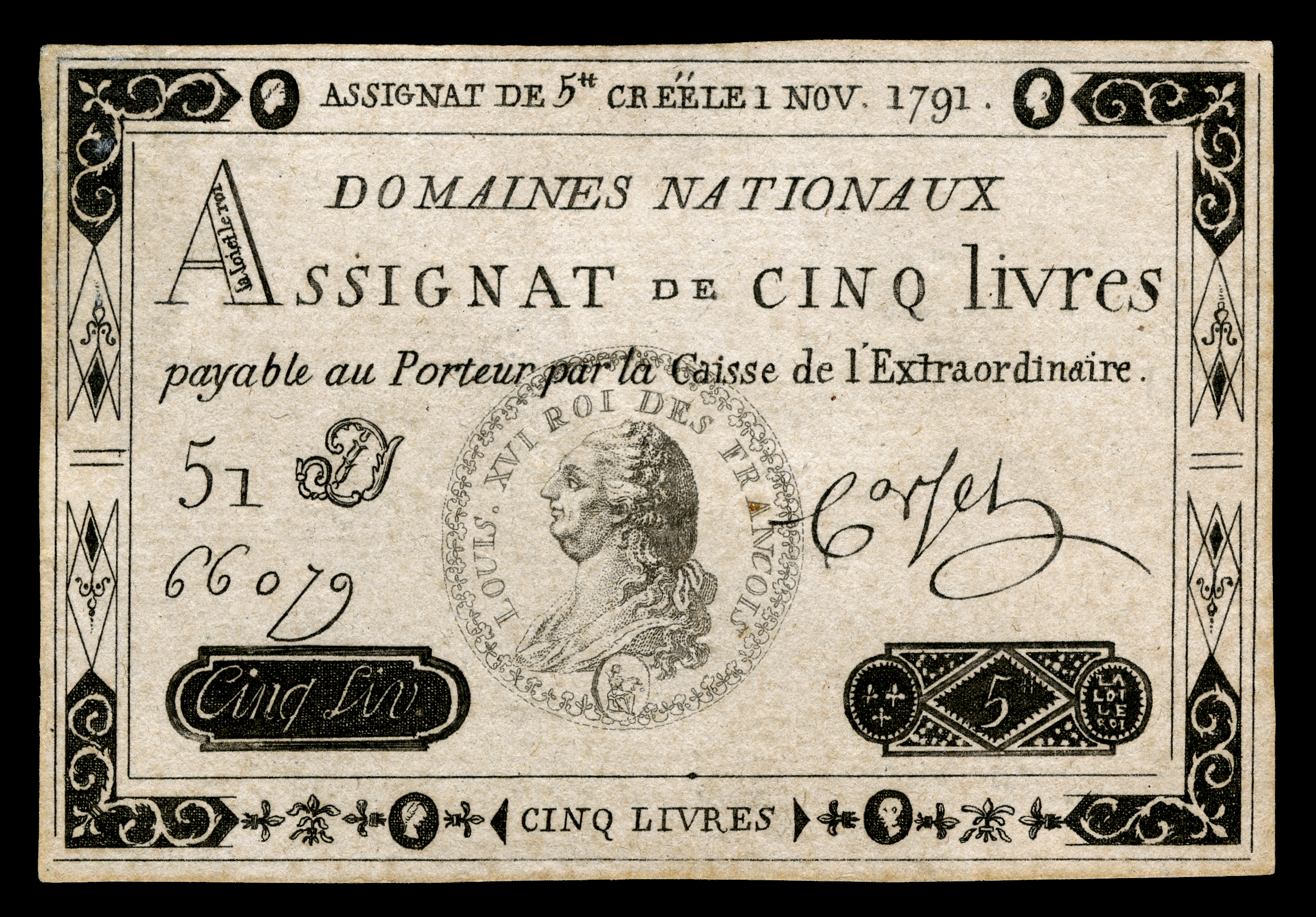
A Francia Királyság 1791-es kiadású, 5 livre címletű, asszignáta papírpénze XVI. Lajos király portréjával.
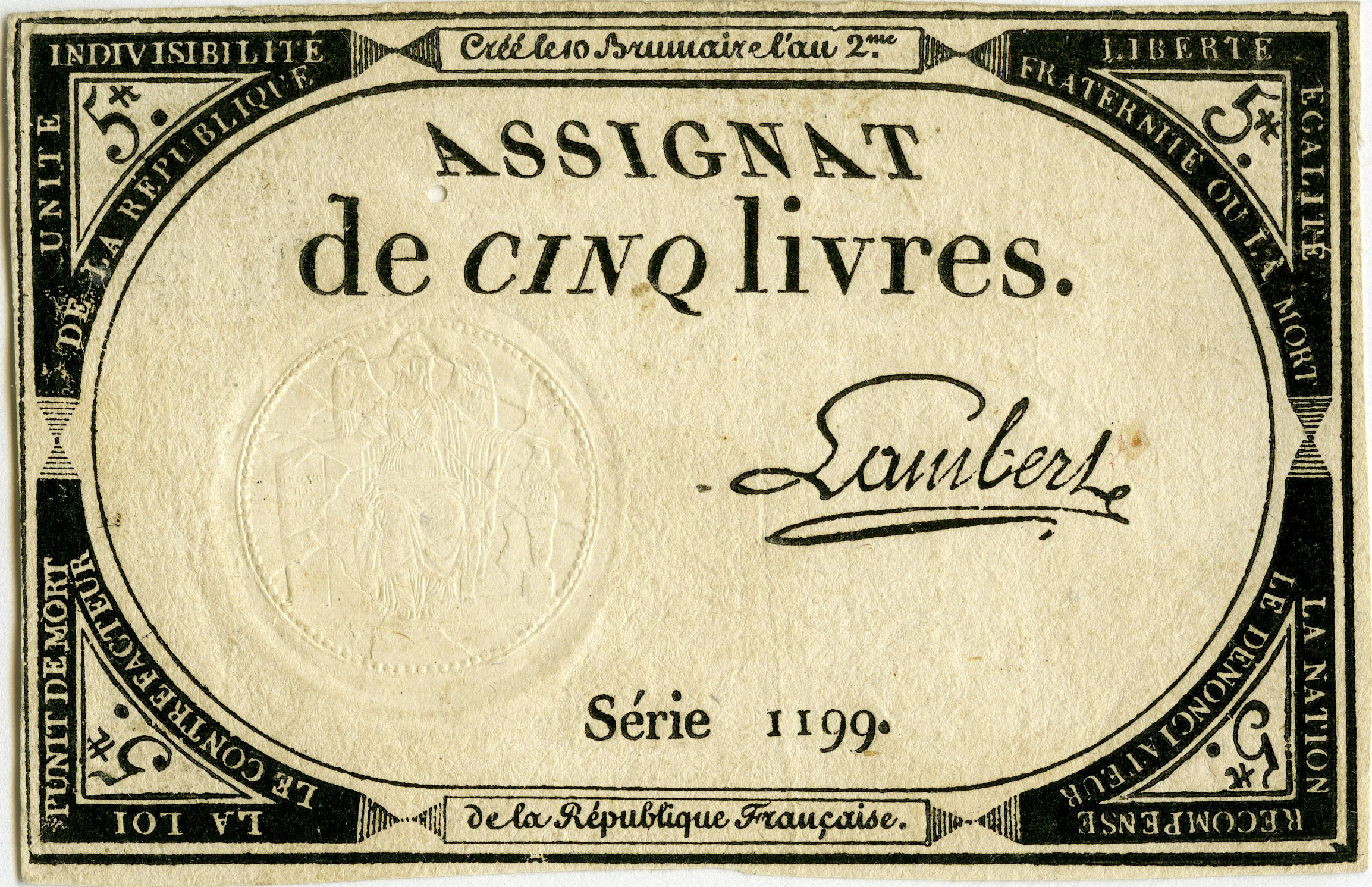
A Francia Köztársaság 5 livre címletű asszignáta papírpénze 1793-ból.
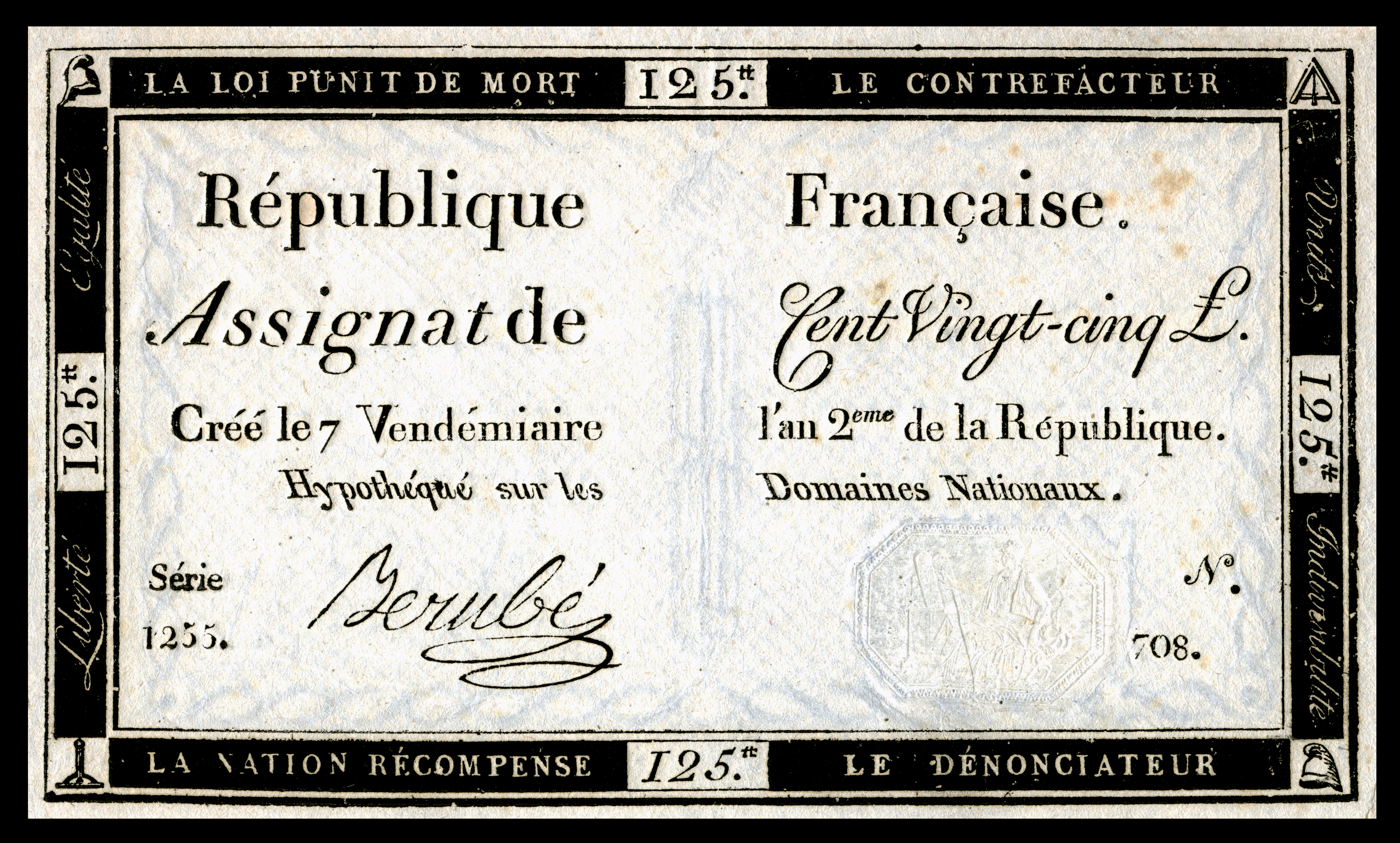
A Francia Köztársaság 125 livre címletű asszignáta papírpénze 1793-ból.
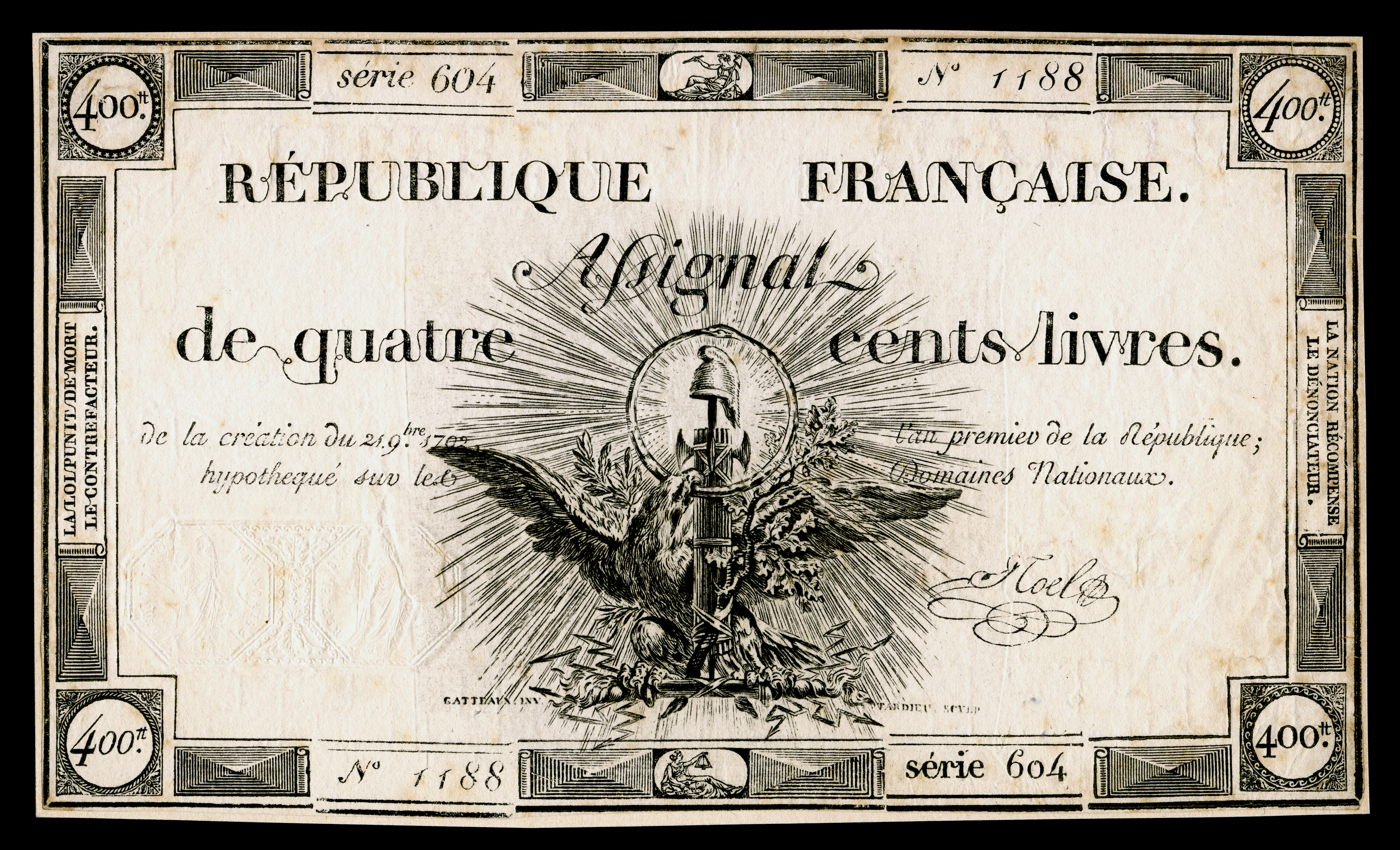
A Francia Köztársaság 400 livre címletű asszignáta papírpénze 1792-ből.
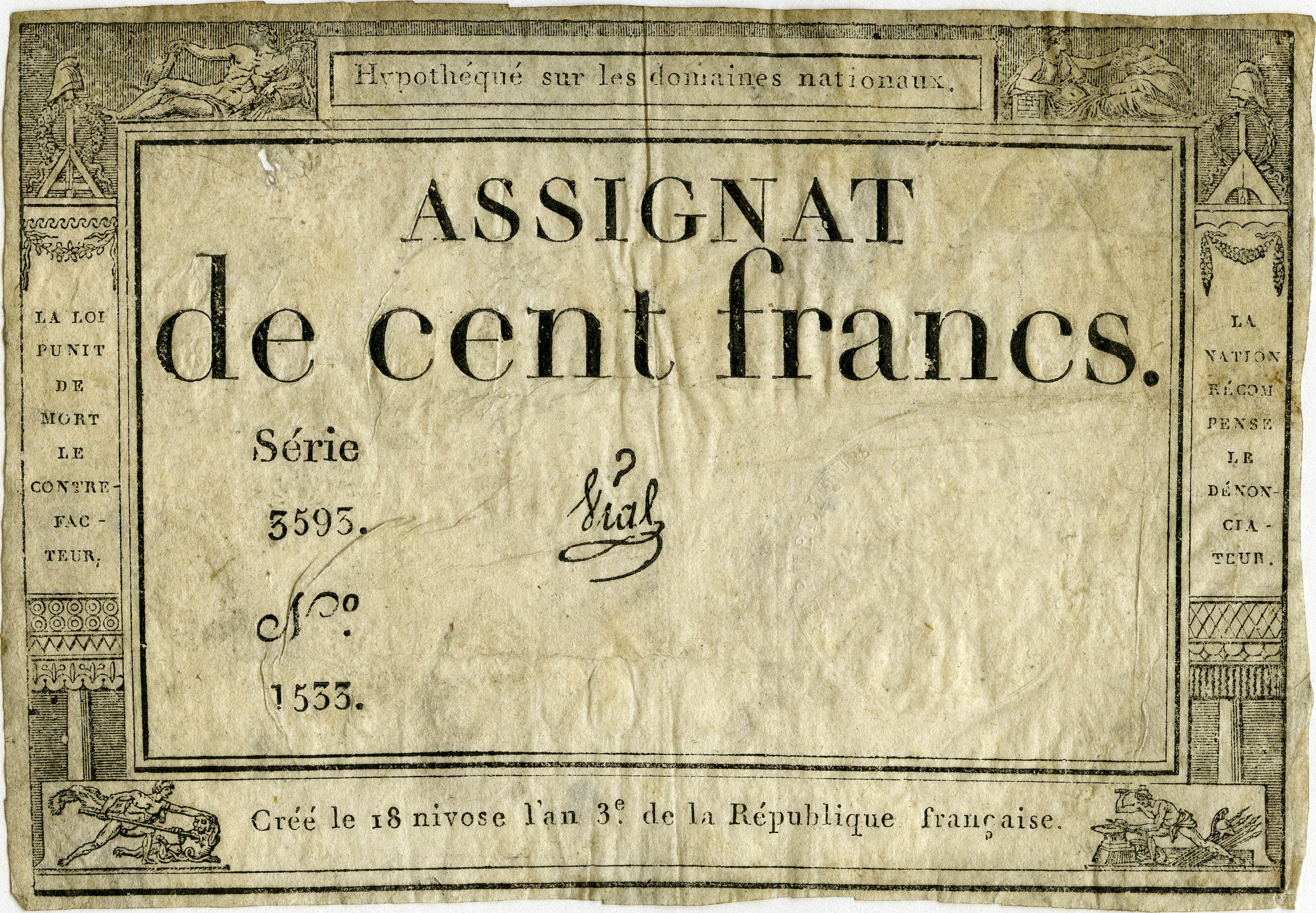
A Francia Köztársaság 100 frank címletű asszignáta papírpénze 1795-ből.